# Bororo (jezična porodica)
Bororoan, porodica indijanskih jezika raširenih u Mato Grossu, Brazil, a po govoru klasificiraju im se i plemena skupine Otuké iz Bolivije. Prava skupina Boróroa su Indijanci Boróro do Cabaçal (Boróro-Cabaçal), Boróro da Campanha, obadva nestali i Orarimugudoge nazivani i Boróro Orientais, jedino preživjelo Bororo pleme koje se izjašnjava pod Boróro imenom. Pripadaju joj i njima srodna Boróro plemena : Aravirá, Umutina ili Umotina, Biriwoné ili Biriouné, nestala grupa Boróro Coroados koja se ne bi smjela brkati s Orarimugudogama, često nazivanim Coroados. Boróro Coroados, posjetili su ih Seljani, nije dobila ime po nošenju frizure rezanu kao kod Coroados Indijanaca, nego po pernatim ukrasima koja je nalikovala na nju; Tugucure na donjem Sao Lourenço. –Druga skupina poznata kao Otuké, obuhvaćala je plemena Otuke s misije Santo Corazón, Koraveka s misije San Rafael, Kuravé s misije Santo Corazón de Chiquito, Kurukaneka s misije San Rafael, Kuruminaka i Tapii s misije Santiago de Chiquitos; i Kovareka.  Porodica Bororoan, nazivana i Borotuke po plemenima Boróro i Otuke, i drži se za dio Velike porodice Macro-Ge. 
Današnji ternin Boróro odnosi se na Orarimugudoge, odnosno Istočne Boróro Indijance (ili Bororo Orientais) čije je brojno stanje 1986. bilo 752, ovdje nije naveden, ako ih ima, broj Boróroa koji govore samo portugalski jezik. Drugo Boróro pleme, koje je poznato isključivo pod imenom Umutina ili Umotina imali su oko 160 duša u kasnom 20. stoljeću; prema CEDI-ju 191 (1990). Umutina Indijanci poznati su i kao Barbados, oni pripadaju užoj grupi Boróroa ali imaju posebno ime.

## Vanjske poveznice
- Ethnologue (14th)
- Ethnologue (15th)

Ethnologue (16th)
- Language Family Trees
- Bororo  Arhivirana inačica izvorne stranice od 12. kolovoza 2011. (Wayback Machine)